# Climax, Kansas
Climax är en ort i Greenwood County i Kansas. Vid 2020 års folkräkning hade Climax 45 invånare.